# 松村憲章
松村 憲章（まつむら のりあき、1951年5月3日 - ）は、徳島県阿南市加茂町出身の元プロ野球選手。ポジションは投手。

## 来歴・人物
徳島商では1年生の秋からエース。1967年の秋季四国大会決勝で高知商を破り、翌1968年春の選抜への出場を決める。選抜では1回戦で佐賀工を完封するが、2回戦では杉山茂らのいた銚子商に0-1で惜敗。同年秋も志摩輝夫（明大－日鉱佐賀関）との二本柱で秋季四国大会決勝に進出。エース登記欣也を擁する帝京五高を降し連続優勝、1969年春の選抜に連続出場を果たす。1回戦で玉島商の松枝克幸（法大－西川物産）と投げ合うが、延長10回サヨナラ負けを喫する。太田幸司（三沢高－近鉄）、西井哲夫（宮崎商－ヤクルト）とともに高校球界三羽ガラスとして鳴らした。高校同期に外野手の中井順二がいる。
1969年ドラフト会議でアトムズから10位指名を受け入団。1976年に中継ぎで11試合に登板するが、その後は登板機会に恵まれず1979年限りで引退した。
入団してから3年間はストレート1本で通してきたが、4年目からは3種類のカーブをマスターした。他にシュートボールを武器にした。
1971年、二軍のイースタン・リーグでのロッテオリオンズ戦で、100m走日本記録保持者のプロ野球選手として名を馳せた飯島秀雄のプロ野球唯一の打席の対戦相手となり、飯島を三球三振に仕留めたとする文献があるが、宇佐美徹也は著書で飯島の相手投手は成田昇であると記載している。

## 詳細情報

### 年度別投手成績
| 年 度     | 球 団     | 登 板 | 先 発 | 完 投 | 完 封 | 無 四 球 | 勝 利 | 敗 戦 | セ 丨 ブ | ホ 丨 ル ド | 勝 率 | 打 者 | 投 球 回 | 被 安 打 | 被 本 塁 打 | 与 四 球 | 敬 遠 | 与 死 球 | 奪 三 振 | 暴 投 | ボ 丨 ク | 失 点 | 自 責 点 | 防 御 率 | W H I P |
| --------- | --------- | ----- | ----- | ----- | ----- | -------- | ----- | ----- | -------- | ----------- | ----- | ----- | -------- | -------- | ----------- | -------- | ----- | -------- | -------- | ----- | -------- | ----- | -------- | -------- | ------- |
| 1972      | ヤクルト  | 1     | 0     | 0     | 0     | 0        | 0     | 0     | --       | --          | ----  | 14    | 3.0      | 3        | 0           | 2        | 0     | 0        | 1        | 0     | 0        | 3     | 3        | 9.00     | 1.67    |
| 1976      | ヤクルト  | 11    | 0     | 0     | 0     | 0        | 0     | 0     | 0        | --          | ----  | 68    | 18.0     | 12       | 2           | 3        | 0     | 1        | 17       | 1     | 0        | 7     | 7        | 3.50     | 0.83    |
| 1977      | ヤクルト  | 2     | 0     | 0     | 0     | 0        | 0     | 0     | 0        | --          | ----  | 18    | 4.0      | 4        | 0           | 2        | 0     | 0        | 2        | 0     | 0        | 3     | 3        | 6.75     | 1.50    |
| 1978      | ヤクルト  | 4     | 0     | 0     | 0     | 0        | 0     | 0     | 1        | --          | ----  | 24    | 5.2      | 5        | 2           | 2        | 0     | 0        | 3        | 0     | 0        | 6     | 6        | 9.00     | 1.24    |
| 通算：4年 | 通算：4年 | 18    | 0     | 0     | 0     | 0        | 0     | 0     | 1        | --          | ----  | 124   | 30.2     | 24       | 4           | 9        | 0     | 1        | 23       | 1     | 0        | 19    | 19       | 5.52     | 1.08    |

### 記録
- 初登板：1972年10月8日、対広島東洋カープ25回戦（広島市民球場）、6回裏に4番手で救援登板・完了、3回3失点
- 初セーブ：1978年10月6日、対中日ドラゴンズ25回戦（明治神宮野球場）、9回表に4番手で救援登板・完了、1回無失点

### 背番号
- 21 （1970年 - 1975年）
- 46 （1976年 - 1979年）